# Maria die Jüdin

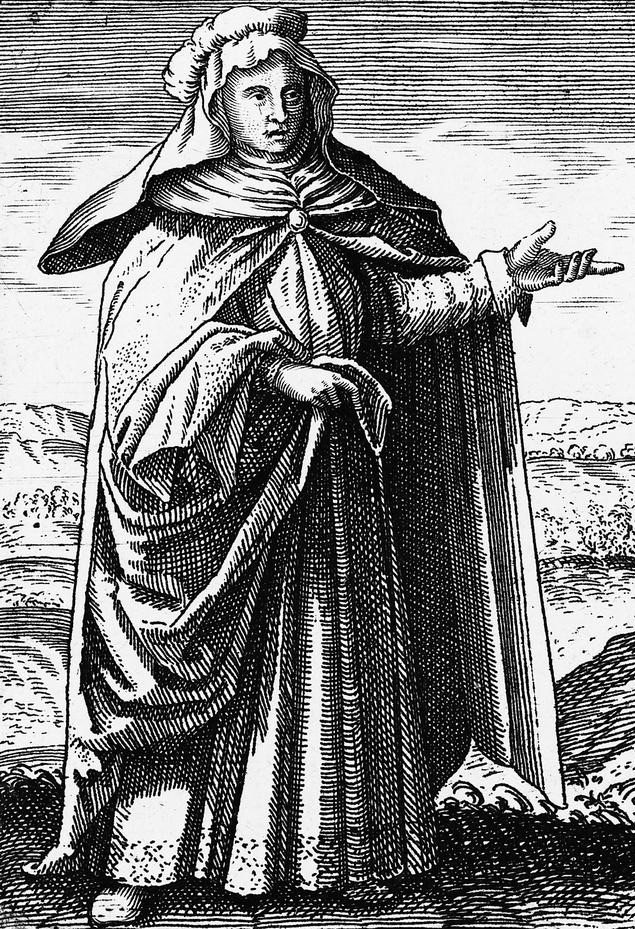
Künstlerische Darstellung von Michael Maier aus dem Buch Symbola Aurea Mensae Duodecim Nationum (1617)

Maria die Jüdin oder Maria Prophetissa gilt als Begründerin der Alchemie und war die bedeutendste Alchemistin der Antike. Die Jüdin, die zwischen dem 1. und 3. Jahrhundert in Alexandria (Nordafrika) wirkte und lebte, war zudem Erfinderin.
Auf sie geht der von Carl Gustav Jung als „Axiom der Maria Prophetissa“ bezeichnete Ausspruch zurück, der in verschiedenen Versionen überliefert ist: „Aus Eins wird Zwei, aus Zwei wird Drei, und das Eine des Dritten ist das Vierte; so werden die zwei eins.“ Oder: „Die Eins wird zur Zwei, die Zwei zur Drei, und aus dem Dritten wird das Eine als Viertes.“ Bei diesem Satz handelt es sich anscheinend um Zahlenspekulationen aus der gnostisch-neuplatonischen Kosmologie.
Des Weiteren wird ihr die Erfindung verschiedener Vorrichtungen zum regulierten Erhitzen von Substanzen zugeschrieben, wie das dem Sandbad ähnliche Aschenbad, das durch Gärungswärme wirkende „Mistbeet“ (Venter equinum) und besonders das beheizbare Wasserbecken Bain-Marie, das als balneum Mariae (Marienbad) nach ihr benannt ist. Weitere Erfindungen von ihr sollen die alchemistischen Gerätschaften Kerotakis und der erste Destillierapparat Tribikos sein; die an der Rückflussapparatur entstehenden Sulfide tragen auch heute noch die Bezeichnung das Schwarz der Maria.
Der aus Ägypten stammende griechisch schreibende Zosimus aus Panopolis erwähnte sie mehrmals in seinen Werken über Alchemie, identifizierte sie jedoch in einigen seiner überlieferten Textversionen fälschlich mit Mirjam, der Schwester des Mose. Zuweilen wird sie sogar mit Maria Aegyptiaca verwechselt.
Unter ihrem Namen kursiert der alchemistische Traktat Practica in artem alchimicam, der in dem Sammelwerk Artis auriferae libri duo (Basel 1572) erhalten ist. Ein weiteres Werk ist das späte Excerpta ex interlocutione Mariae profetissae, sororis Moysis et Aaronis. Eine deutsche Fassung des lateinischen Traktats findet sich in Opus Aureum A. de Villa Nova (17. Jahrhundert).